# Huracán Roxana
El huracán Roxana fue un raro, errático y el más destructor ciclón tropical que causó grandes inundaciones en México debido a su inusual trayectoria. La decimoséptima tormenta, el décimo huracán y el quinto y último gran huracán de la hiperactiva temporada de huracanes del Atlántico de 1995, se desarrolló en el suroeste del mar Caribe a partir de un área de baja presión el 7 de octubre de 1995. La depresión se curvó hacia el norte, lo que hizo que no tocara tierra. en Centroamérica. Para el 9 de octubre, la depresión se intensificó lo suficiente como para convertirse en tormenta tropical Roxana. Al día siguiente, Roxana viró hacia el oeste-norte, donde rápidamente se intensificó hasta convertirse en un huracán. A medida que Roxana se dirigía generalmente hacia el oeste, comenzó a profundizarse rápidamente y alcanzó una intensidad de categoría 5 menos de 24 horas después de convertirse en huracán. Poco después, Roxana tocó tierra muy cerca de Cozumel en México en su máxima intensidad, lo que causó graves daños.
Roxana se debilitó rápidamente mientras atravesaba la península de Yucatán, y cuando emergió a la Bahía de Campeche el 12 de octubre, la tormenta era un huracán de categoría 5. Se produjo un mayor debilitamiento, y Roxana fue degradada a huracán categoría 3 más tarde ese día. Roxana siguió su trayectoria hacia el noroeste y finalmente se volvió a intensificar en un huracán categoría 5 el 14 de octubre. A partir de entonces, Roxana comenzó a vagar erráticamente en el Golfo de México; la tormenta giró abruptamente hacia el sureste y permaneció casi estacionaria frente a la costa de la península de Yucatán. Al día siguiente, Roxana hizo una curva hacia el noroeste y se debilitó de nuevo a tormenta tropical el 17 de octubre. Roxana completó un circuito ciclónico a través del Golfo de México el 18 de octubre. Se produjo un mayor debilitamiento y Roxana fue degradada a depresión tropical el 19 de octubre. Un frente frío en el Golfo de México giró a Roxana abruptamente hacia el sur y la tormenta se disipó cerca de la costa de Veracruz el 21 de octubre.
Roxana fue el primer huracán de octubre que se formó y alcanzó una intensidad de categoría 5 en la escala de huracanes de Saffir-Simpson (SSHS) en el Mar Caribe occidental desde el huracán Hattie en octubre de 1961. Debido a su movimiento lento y errático, Roxana dejó caer fuertes lluvias en muchas áreas del sur de México, y algunas áreas reportaron más de 25 pulgadas (640 mm) de precipitación. Las fuertes lluvias, a su vez, provocaron grandes inundaciones, que destruyeron cultivos, arrasaron carreteras y dañaron al menos 40.000 hogares. Además, también se produjeron importantes inundaciones costeras, ya que la marejada ciclónica durante casi una semana hizo que el agua se desplazara tierra adentro a lo largo de cientos de metros. Causó el desbordamiento de la laguna de términos y el daño más significativo en la historia de la península de Yucatán por sus inundaciones y sus fuertes vientos. También se produjeron fuertes vientos sobre la península de Yucatán, y una estación informó vientos con fuerza de huracán el 11 de octubre. En general, se estima que Roxanne causó daños por $1.5 mil millones (1995 USD), aunque no todos los daños pudieron distinguirse del huracán Opal. Además, se reportaron 59 muertes.

## Historia meteorológica
Una onda tropical salió de la costa occidental de África el 26 de septiembre de 1995. Se movió hacia el oeste, produciendo un área de convección, o tormentas eléctricas, sobre el mar Caribe central el 4 de octubre. Dos días después, el sistema tenía una amplia circulación ubicada entre la costa. de Honduras y las Islas Caimán. Una vaguada en el nivel superior, que quedó atrás después de que el huracán Opal salió de la región, interactuó con la onda tropical y la circulación, que gradualmente se fue organizando mejor; los orígenes fueron complejos, pero comunes en los disturbios en el Caribe occidental. Para el 7 de octubre, las características de las bandas se desarrollaron dentro de la convección. Más tarde ese día, el sistema se organizó lo suficiente para que el Centro Nacional de Huracanes (NHC) lo designara depresión tropical Diecinueve, ubicado en el extremo noreste de Nicaragua. Un día después, los cazadores de huracanes confirmaron el desarrollo de la circulación. Mientras estaba en sus etapas formativas, la depresión se movió hacia el norte, dirigida por una baja cercana de nivel superior, en medio de débiles corrientes de dirección causadas por una cresta subtropical sobre el suroeste del Océano Atlántico. Temprano el 9 de octubre, el Centro Nacional de Huracanes (NHC) actualizó la depresión a tormenta tropical Roxana.
Roxana se vio afectada inicialmente por los vientos del norte, que dislocaron la circulación de la convección. A medida que la baja cercana del nivel superior se trasladó a América Central, Roxana pudo intensificarse, desarrollando un flujo de salida alrededor de la tormenta. Inicialmente, la tormenta amenazó el oeste de Cuba y las Islas Caimán, dirigida por una vaguada débil sobre Florida, que se movió hacia el este y fue reemplazada por una cresta en el área. Esto giró a Roxana hacia el oeste, hacia la península de Yucatán. Al mismo tiempo que giraba, Roxana desarrolló un ojo bien definido en el centro de su convección. A las 06:00 UTC del 10 de octubre, la tormenta se intensificó hasta convertirse en huracán. Roxana se intensificó aún más, según los informes de los cazadores de huracanes. Temprano el 11 de octubre, el Centro Nacional de Huracanes (NHC) estimó vientos máximos de 115 mph (185 km/h); esto convirtió a Roxana en el primer huracán desde el huracán Hattie en 1961 que se desarrolló en el Caribe occidental y se intensificó hasta convertirse en un huracán mayor. Poco después de que Roxana alcanzara su máxima intensidad, el huracán tocó tierra justo al norte de Tulúm, una pequeña ciudad cerca de Cozumel de México.

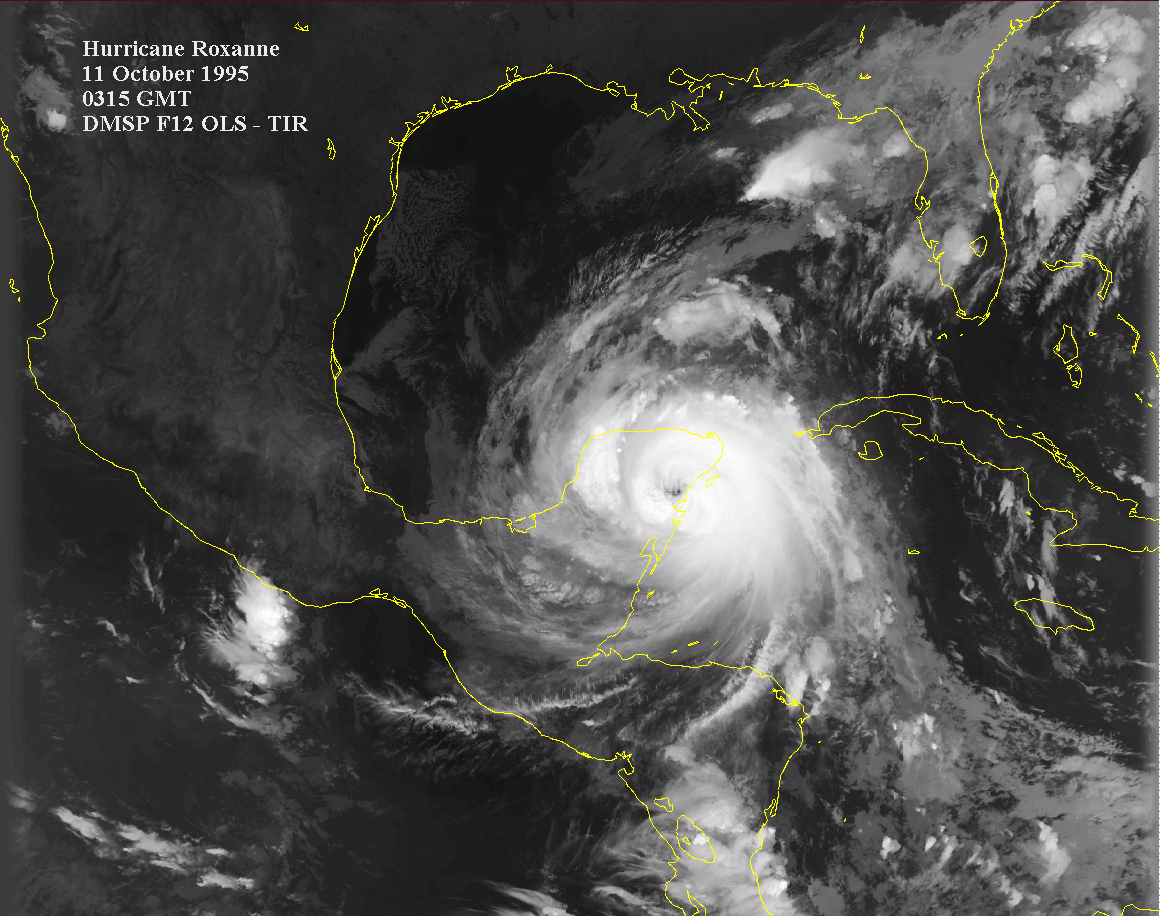
El huracán Roxana toca tierra en la Península de Yucatán, fotografía tomada el 11 de octubre de 1995

Moviéndose hacia el oeste a través de la península de Yucatán, Roxana se debilitó pero mantuvo el estado de huracán cuando emergió a la Bahía de Campeche el 12 de octubre. Aunque la tormenta se mantuvo bien organizada, perdió la mayor parte de su convección e intensidad profundas. La tormenta se movió a la deriva en el cuerpo de agua, dirigida por una cresta hacia el norte. El 12 de octubre, Roxanne se debilitó al estado de tormenta tropical. La tormenta continuó hacia el noroeste y se volvió más hacia el norte, dirigida por un frente frío. Roxanne volvió a desarrollar una característica del ojo y se volvió a intensificar en un huracán el 14 de octubre. El huracán giró hacia el sureste, después de que el frente frío pasara por alto el sistema y se reconstruyera la cordillera. Durante el día siguiente, Roxana se estancó frente a la costa noroeste de la península de Yucatán. El aire más seco, la cizalladura del viento y las afloramientos hicieron que el huracán se debilitara hasta convertirse en una tormenta tropical. A última hora del 17 de octubre, la circulación tenía poca convección asociada. La tormenta se movió hacia el noroeste durante unos días, hasta que un frente frío que se acercaba condujo a Roxana hacia el sur el 19 de octubre; en ese momento, Roxana se había debilitado al estado de depresión tropical. El 21 de octubre, la circulación de Roxana se estaba disipando a medida que avanzaba hacia la costa de Veracruz.

## Preparativos
Al principio de la existencia de Roxana, su desplazamiento hacia el norte representó una amenaza para el Caribe occidental. Como resultado, el gobierno de las Islas Caimán declaró una alerta de tormenta tropical para todas las islas el 9 de octubre. Ese mismo día, el gobierno de Cuba emitió una vigilancia de huracán y una alerta de tormenta tropical para Pinar del Río y la Isla de la Juventud. Las alertas se cancelaron después de que la tormenta se alejara de la zona.
Algunas partes de México estuvieron bajo alertas y vigilancias de ciclón tropical durante diez días. El 9 de octubre, el gobierno mexicano elevó las alertas de huracán para las zonas costeras entre Chetumal, Quintana Roo y Cabo Catoche. La madrugada del 10 de octubre, se declaró una alerta de huracán para las zonas al oeste de Cabo Catoche hasta Progreso, Yucatán. Por la tarde, la alerta de huracán se extendió más allá de Progreso hasta la ciudad del Carmen, donde se elevó a alerta de huracán al día siguiente. El gobierno de Belice emitió esa misma noche una nueva alerta de tormenta tropical para las zonas al norte de la Ciudad de Belice; sin embargo, esta alerta se suspendió la madrugada del 11 de octubre, ya que no se esperaba que el centro de Roxana pasara cerca de la zona. Con Roxana manteniendo su intensidad sobre Yucatán, el gobierno mexicano emitió una alerta de huracán desde Coatzacoalcos hasta Tuxpan, ya que inicialmente se proyectó que la tormenta se desplazaría más hacia el oeste. Cuando Roxana se acercaba a la península noroeste de Yucatán, se emitió una alerta de huracán desde Progreso hasta Tampico. Las últimas advertencias se rebajaron el 19 de octubre, cuando Roxana se debilitó a depresión tropical.
En la Península de Yucatán, se instó a miles de residentes y turistas a evacuar las zonas costeras. En la ciudad de Cancún, aproximadamente 12,000 turistas y 3,900 residentes se reubicaron en zonas más seguras; sin embargo, algunos se negaron a irse y decidieron esperar a que pasara la tormenta en hoteles. En Cozumel, la mayoría de los huéspedes de los hoteles decidieron capear el temporal en lugar de evacuar. Allí, la mayoría de los propietarios y negocios guardaron todos sus objetos sueltos en interiores y tapiaron las ventanas. Se emitió una alerta de emergencia a cientos de pescadores frente a las costas de Yucatán para que se trasladen a puerto de inmediato. En el estado de Campeche se abrieron 150 albergues con capacidad para albergar a aproximadamente 15 mil personas. Sin embargo, más de 20.000 personas buscaron refugio de la tormenta en todo el estado.

## Impactos

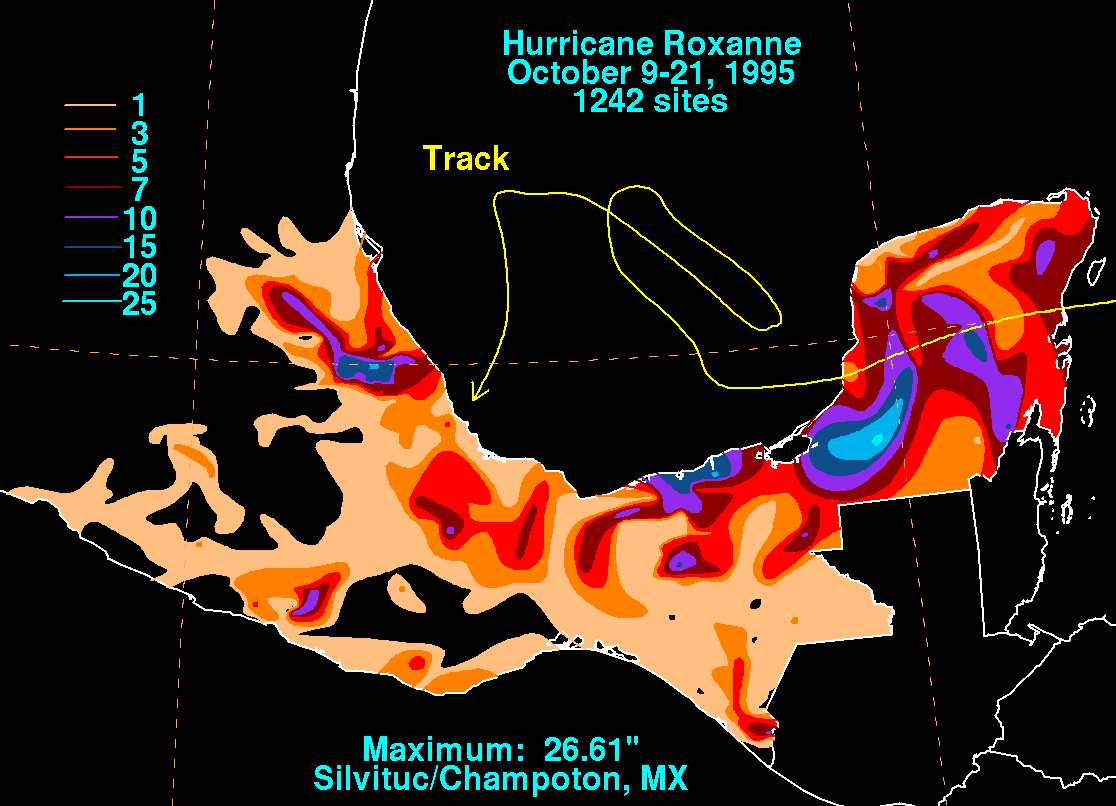
Las lluvias de Roxana en México

Roxana afectó la Península de Yucatán menos de dos semanas después de que se formara el huracán Opal en la zona. El daño combinado entre los dos huracanes se estimó en $1.5 mil millones de dólares. Al menos dos localidades de México reportaron vientos huracanados sostenidos provenientes de Roxana: Mérida, Yucatán, y Paraíso, Tabasco. En la primera localidad, una estación meteorológica automática registró una ráfaga de viento de 202 km/h (126 mph) el 11 de octubre. Roxana dejó fuertes lluvias a su paso. Cerca de Champotón, Campeche, un pluviómetro registró 676 mm (26.61 pulgadas) de precipitación, la mayor cantidad en el país relacionada con Roxana. En Veracruz y Tabasco también se registraron más de 510 mm (20 pulgadas) de lluvia. Las olas arrasaron los vestíbulos de hoteles en Cancún y Cozumel. En el Golfo de México, olas de entre 4,6 y 6,1 metros (15 y 20 pies) azotaron la costa mexicana, mientras que Roxana se mantuvo a la deriva mar adentro durante varios días, empujando el agua cientos de metros tierra adentro. Las olas erosionaron la parte oriental de Ciudad del Carmen, mientras que la parte occidental de la isla ganó arena.
Roxana causó 29 muertes, seis de ellas a causa del hundimiento de la barcaza de tendido de tuberías DLB 269, con 245 personas a bordo. Roxana causó inundaciones generalizadas y daños a la agricultura en el este de México, especialmente en Campeche, Tabasco y Veracruz. A lo largo de la costa, las altas olas destruyeron muelles, puestos de pesca y redes, además de dañar decenas de embarcaciones. En todo el este de México, Roxanne dañó más de 40.000 viviendas Los cultivos fueron destruidos, el ganado se ahogó y los caminos fueron arrasados o bloqueados por deslizamientos de tierra. La carretera entre Ciudad del Carmen y Campeche quedó completamente destruida. Las lluvias y las marejadas ciclónicas combinadas con el desbordamiento de los ríos provocaron las peores inundaciones en Campeche desde 1927. Las aguas dañaron el acueducto de Ciudad del Carmen. En todo el estado de Tabasco, casi la mitad de las carreteras sufrieron daños significativos. El gobernador Roberto Madrazo Pintado estimó que su reparación costaría aproximadamente 60 millones de dólares.
Roxana provocó que la empresa estatal Pemex cerrara el 90% de sus perforaciones en el Golfo de México durante su paso, así como que detuviera todos los envíos desde tres terminales petroleras en la región sureste del golfo. Como resultado, México perdió millones de dólares. La producción de petróleo cayó de 2,838 millones de barriles diarios en septiembre a 1,976 millones de barriles diarios en octubre, o 30,4%. (Una estimación aproximada, utilizando un precio promedio del Crudo Maya de aproximadamente $13.77/b, 30 días en septiembre y 862,000 barriles diarios de producción perdida, arroja un resultado de $356 millones, que en dólares de 2011 equivalen a aproximadamente $530 millones). La producción petrolera no se recuperó por completo en noviembre, por lo que hubo algunas pérdidas adicionales, pero se recuperó por completo en diciembre. El gobierno mexicano destinó 16 millones de pesos a las personas afectadas por Roxana, así como 55 millones de pesos a los pescadores.

## Retiro del nombre
- Debido a la magnitud del daño en México, la Organización Meteorológica Mundial (OMM) retiró el nombre de Roxana, y nunca más se usará para un huracán en el Atlántico.[31] El nombre fue reemplazado por Rebekah, que se usó por primera vez en 2019.[32]